# ساتيرينة
الساتيرينة (الاسم العلمي: Satyrina) هي تحت قبيلة من الحشرات تتبع فصيلة الحورائيات من رتبة حرشفيات الأجنحة.

## أجناس الساتيرينة
- الساتيرة